# Nenad Šljivić
Nenad Šljivić (serbisch-kyrillisch Ненад Шљивић, * 8. Juni 1985 in Kruševac) ist ein serbischer Fußballspieler.

## Karriere
Nenad Šljivić begann seine Karriere 2004 beim serbischen Verein FK Napredak Kruševac, bevor er 2008 nach Russland zum FK Rostow wechselte. 2009 kehrte er nach Serbien zum FK Jagodina zurück. Nach nur einer Saison wurde er vom kasachischen Erstligisten Tobol Qostanai unter Vertrag genommen.